# الدوري البلغاري الممتاز 1956
الدوري البلغاري الممتاز 1956 (بالبلغارية: „А“ група 1956)‏ هو الموسم 32 من الدوري البلغاري الممتاز. أقيم خلال الفترة 3 مارس 1956 وحتى 7 أكتوبر 1956، وأشرف على تنظيمه اتحاد بلغاريا لكرة القدم، وكان عدد الأندية المشاركة فيه 12، وفاز فيه سسكا صوفيا.